# Rajd Elmot 1995
Rajd Elmot 1995 – 23. edycja Rajdu Elmot. Był to rajd samochodowy rozgrywany od 19 do 20 maja 1995 roku. Była to trzecia runda Rajdowych Samochodowych Mistrzostw Polski w roku 1995. Rajd składał się z dziewiętnastu odcinków specjalnych.

## Wyniki końcowe rajdu[1]
| Miejsce | Kierowca            | Pilot              | Samochód                    | Czas    | Strata | Grupa Klasa |
| ------- | ------------------- | ------------------ | --------------------------- | ------- | ------ | ----------- |
| 1       | Paweł Przybylski    | Krzysztof Gęborys  | Ford Escort RS Cosworth     | 1:30:57 | -      | A8          |
| 2       | Krzysztof Hołowczyc | Maciej Wisławski   | Toyota Celica Turbo 4WD     | 1:32:23 | +1:26  | A8          |
| 3       | Waldemar Doskocz    | Aleksander Dragon  | Renault Clio Williams       | 1:34:47 | +3:50  | A7          |
| 4       | Wiesław Stec        | Artur Skorupa      | Ford Escort RS Cosworth     | 1:36:07 | +5:10  | N4          |
| 5       | Robert Herba        | Andrzej Górski     | Mitsubishi Lancer Evo II    | 1:37:55 | +6:58  | N4          |
| 6       | Andrzej Buziuk      | Marek Skrobot      | Mitsubishi Lancer Evo II    | 1:39:53 | +8:56  | N4          |
| 7       | Zenon Sawicki       | Jarosław Baran     | Ford Sierra RS Cosworth 4x4 | 1:41:24 | +10:27 | A8          |
| 8       | Andrzej Koper       | Jakub Mroczkowski  | Subaru Impreza WRX          | 1:41:45 | +10:48 | N4          |
| 9       | Romuald Chałas      | Zbigniew Atłowski  | Ford Escort RS Cosworth     | 1:42:12 | +11:15 | N4          |
| 10      | Jerzy Dyszy         | Krzysztof Różański | Renault Clio Williams       | 1:46:53 | +15:56 | N3          |